# Leandro Bottasso
Leandro Hernán Bottasso (Bell Ville, 23 april 1986) is een Argentijns voormalig baanwielrenner.

## Carrière
Eerste successen op de baan boekte Bottasso in 2003 en 2004 bij de nationale kampioenschappen voor junioren. Bij de elite nam hij in 2004 voor het eerst deel aan de Pan-Amerikaanse kampioenschappen waar hij in 2006 een gouden medaille won op de keirin en zilver bij de teamsprint. Tevens in 2006 nam hij voor het eerst deel aan de Wereldkampioenschappen. Hij werd 21e op de kilometer tijdrit, een jaar later werd hij zeventiende op de keirin. Na enkele jaren van afwezigheid won hij in 2011 voor de tweede maal brons op de keirin bij de Pan-Amerikaanse Spelen. In 2016 won hij zijn negentiende gouden medaille op de Argentijnse kampioenschappen baanwielrennen wat hem een van de succesvolste renners maakte van deze kampioenschappen. In de nadagen van zijn carrière behaalde hij in 2022 nog twee zilveren medailles op de Zuid-Amerikaanse Spelen.

## Palmares
| Jaar       | AK                            | P-AK                                            | WK              | Overige                                          |
| Als junior | Als junior                    | Als junior                                      | Als junior      | Als junior                                       |
| ---------- | ----------------------------- | ----------------------------------------------- | --------------- | ------------------------------------------------ |
| 2003       | keirin · sprint · teamsprint  |                                                 |                 |                                                  |
| 2004       | 1km tijdrit · sprint          |                                                 |                 |                                                  |
| Als elite  |                               |                                                 |                 |                                                  |
| 2004       |                               | 4e teamsprint                                   |                 |                                                  |
| 2005       | keirin · sprint · 1km tijdrit | 4e 1km tijdrit                                  |                 |                                                  |
| 2006       | keirin · sprint               | keirin · teamsprint                             | 21e 1km tijdrit | Zuid-Amerikaanse Spelen: · teamsprint            |
| 2007       | keirin · sprint               |                                                 | 17e keirin      | Pan-Amerikaanse Spelen: · keirin                 |
| 2008       |                               | 8e keirin                                       |                 |                                                  |
| 2009       |                               |                                                 |                 |                                                  |
| 2010       |                               |                                                 |                 |                                                  |
| 2011       | keirin · sprint · teamsprint  | 9e keirin                                       |                 | Pan-Amerikaanse Spelen: · keirin · 4e teamsprint |
| 2012       | keirin · sprint · teamsprint  | keirin · 4e sprint                              |                 |                                                  |
| 2013       | sprint                        | keirin · 4e sprint                              |                 |                                                  |
| 2014       |                               |                                                 |                 | Zuid-Amerikaanse Spelen: · keirin                |
| 2015       | keirin · sprint · teamsprint  | 8e keirin                                       |                 | 4e keirin                                        |
| 2016       | keirin · sprint · teamsprint  | keirin · teamsprint · 6e sprint                 |                 |                                                  |
| 2017       |                               | keirin · teamsprint · 9e keirin · 10e sprint    |                 |                                                  |
| 2018       |                               | 5e teamsprint 9e keirin                         |                 | Zuid-Amerikaanse Spelen: · keirin                |
| 2019       |                               | 8e sprint                                       |                 | Pan-Amerikaanse Spelen: · keirin · 8e sprint     |
| 2020       |                               |                                                 |                 |                                                  |
| 2021       |                               | teamsprint · 4e keirin · 4e scratch · 4e sprint |                 |                                                  |
| 2022       |                               |                                                 |                 | Zuid-Amerikaanse Spelen: · keirin · teamsprint   |
| 2023       |                               |                                                 |                 | Pan-Amerikaanse Spelen: 5e teamsprint            |